# Ülejõe (Türi)
Ülejõe es una localidad ubicada en el municipio de Türi, en el condado de Järva, Estonia. Tiene una población estimada, en 2021, de 57 habitantes.
Está ubicada al oeste del condado, cerca del río Pärnu y de la frontera con los condados de Rapla y Pärnu.